# Wilhelm Weinelt
Wilhelm Weinelt (geb.  2. Juni 1904 oder 2. April 1906 in Louka u Litvínova (Wiese) bei Most (Brüx); gest. nach 1968) war ein tschechisch-deutscher Jurist. In der Zeit des Nationalsozialismus war er Landgerichtsrat am Sondergericht Prag, nach dem Zweiten Weltkrieg Amtsgerichtsrat in Nürnberg.

## Lebensweg
Der promovierte Jurist Weinelt wurde am 1. Dezember 1938 Mitglied der NSDAP (Mitgliedsnummer 6.820.488). Er war auch Scharführer in der SA und Mitglied mehrerer weiterer nationalsozialistischer Organisationen. Im Jahr 1939 war Weinelt am deutschen Amtsgericht in Teplitz-Schönau tätig. Er wurde von dort aus an das deutsche Landgericht Prag versetzt, zu dem seit 1940 auch das Sondergericht Prag gehörte. Die Mitglieder der Senate des Sondergerichts kamen aus der Strafkammer beim deutschen Landgericht Prag. Weinelt war Gerichtsrat an diesem Gericht und Landgerichtsrat am Sondergericht Prag. Am 30. März 1940 wurde Weinelt mit der Sudetenmedaille (Medaille zur Erinnerung an den 1. Oktober 1938) ausgezeichnet. Im Jahr 1941 kam er an das deutsche Gericht in Tábor, seit dem 31. Mai 1944 war Weinelt am deutschen Gericht in Jičín tätig. Schon bald darauf, am 10. Juli 1944, wurde Weinelt nach Wien versetzt; kaum drei Wochen später, zum 31. Juli 1944, wurde er zur Wehrmacht nach Würzburg einberufen.
Nach Ende des Zweiten Weltkriegs wurde Weinelt auf der tschechoslowakischen Kriegsverbrecherliste unter der Nummer S-8/128 geführt.
Im Jahr 1955 ist im Nürnberger Adressbuch ein Amtsgerichtsrat Dr. Wilhelm Weinelt, Juvenellstr. 43, nachweisbar.; in den 1960er Jahren war Weinelt als Amtsgerichtsrat am Amtsgericht Nürnberg tätig. Wilhelm Weinelt ist im Braunbuch der DDR namentlich aufgeführt.
Wilhelm Weinelts weiterer Lebensweg ist nicht bekannt.
Der am 2. Juni 1904 in Louka (Wiese) bei Most (Brüx) geborene Jurist Dr. Friedrich Weinelt, Amtsgerichtsrat am Amtsgericht Prachatitz (Prachatitz (Prachatice)), NSDAP-Mitglied seit dem 1. Dezember 1940 (Mitgliedsnummer: 8.107.482), ist möglicherweise ein älterer Bruder von Wilhelm Weinelt.